# K팝스타 시즌 1 참가자 목록
SBS의 스타 오디션 프로그램 《K팝스타 시즌 1》의 음악가들을 나열한 목록이다. TOP 10과 그 외 저명한 음악가들을 나열한다.

## TOP 10

### 박지민 (제이미)
박지민(1997년 7월 5일 ~ )은 우승자로, 소속사는 JYP 엔터테인먼트이다. 15&로 백예린과 데뷔했다.

### 이하이
이하이(1996년 9월 23일 ~ )은 준우승자로, 소속사는 YG 엔터테인먼트이다.

### 백아연
백아연(1993년 3월 11일~)은 3위를 한 인물로, 현재 JYP 엔터테인먼트 소속이다.

### 이승훈
이승훈(1992년 1월 11일~)은 Top 4를 한 인물로, 현재 YG 엔터테인먼트 소속이고 WINNER로 데뷔했다.

### 이미쉘
이미쉘(1991년 9월 9일 ~ )은 Top 5를 한 인물로, 이후 YG 엔터테인먼트와 계약했으나 불화로 계약을 해지하고 이적했다. 현재 디마엔터테인먼트 소속. 2014년 3월 21일 디지털싱글 1집 위드아웃 유(without you)를 발표했다.

### 박제형 (Jae)
박제형(1992년 9월 15일 ~ )은 Top 6를 한 인물로, 현재 JYP 엔터테인먼트 소속이고 DAY6로 데뷔했다.

### 윤현상
윤현상(1994년 1월 14일 ~ )은 Top 7을 한 인물로, 현재 문화인 소속이다.

### 백지웅
백지웅(1990년 1월 15일 ~ )은 Top 8을 한 인물로, 현재 도우즈 레코즈 소속이다.

### 김나윤
김나윤'(1994년   월     일 ~ )은  Top  9을  한 인물로, 소속사는 스타쉽 엔터테인먼트이다.

### 이정미
이정미(1995년 8월 16일 ~ )는 Top 10을 한 인물로, 이후 YG 엔터테인먼트와 계약했으나 불화로 계약을 해지했다. 현재 소속사는 없다.

## 그 외

### 수펄스
본선 3라운드 '캐스팅 오디션 팀 미션'으로 박지민, 이미쉘, 이정미, 이승주로 이루어진 팀이다. 대회가 끝나고 박지민은 JYP로, 이미쉘, 이정미, 이승주는 YG에서 이하이와 함께 재결합을 하려 했지만 불화로 인해 계약을 해지했고, 이하이는 솔로로 활동 중이다. 그 후 이미쉘은 디마 엔터테인먼트 소속으로 이적했고 이정미, 이승주는 현재 소속사가 없다.

### 손미진
손미진은 '키보드 3인방'으로 인해 화재가 되었던 참가자로 TOP 18에 들어 최종 11위를 한 인물이다. 현재 에이치스 엔터테인먼트 소속으로, 피넛버터의 멤버이다.

### 오태석
오태석은 TOP 18에 든 참가자로 현재 힙합듀오 오브로젝트로 동생 윤닭 (오윤석)와 같이 데뷔했다.

### 이건우
이건우는 TOP 18에 든 참가자로 보이그룹 블래스트로 데뷔했다.

### 박정은
박정은은 TOP 18에 들었고 댄싱9에 출연했으며 현재 스트리트 댄서로 활동 중이다.

### 이승주
이승주는 '수펄스'로 인해 화재가 되었던 참가자로 TOP 18을 한 인물이다. 현재 소속사는 없다.

### 김우성
김우성은  TOP 18을 한 인물로 현재 폴라리스 엔터테인먼트 소속으로, 더 로즈의 멤버이다.

### 김병관
김병관은 TOP 36으로 현재 비트인터렉티브 소속이다. 보이그룹 A.C.E 멤버로 데뷔하여 JTBC 오디션 프로그램 믹스나인에서 참가 하였다.

### 최래성
최래성은 TOP 36으로 현재 YG엔터테인먼트 소속이다. 현재는 프로듀서로 전향하여 MILLENNIUM이라는 예명을 쓰고 있다.

### 구준회
구준회는 TOP 36으로 현재 YG엔터테인먼트소속이다. 보이그룹 iKON의 멤버이다.

### 임다영
임다영은 TOP 36으로 현재 스타쉽엔터테인먼트 소속이다. 걸그룹 우주소녀로 데뷔하였다.

### 이채영
이채영은 TOP 36으로 현재 퍼플키스의 멤버다. K팝 스타 3에도 참가하여 TOP 18에 올랐다.

### 성수진
성수진은 TOP 36으로 크레이지사운드 소속이다. K팝 스타 2에도 참가하여 TOP 10에 올랐다.

### 에디 전
에디 전은 TOP 36으로 뷰티핸섬의 멤버다.

### 허지원
허지원은 현재 FNC 엔터테인먼트 소속이다. 2019년에 체리블렛으로 데뷔했다.

### 매튜김(BM)
매튜김은 현재 DSP 미디어 소속이다. k.a.r.d BM으로 데뷔했다.

### 유주
최유나는 현재 쏘스뮤직 소속이다. 걸그룹 여자친구의 메인보컬로 데뷔하였다.

### 손성준
손성준은 현재 MCND의 멤버로 활동 중이다.

### 닉
남성 듀오 닉앤쌔미의 멤버다.

### 그레이스 신
미국 예선에서 합격했으나 본선 진출을 포기하고 기권했다. 이후 시즌 5에 다시 참가하여 TOP8까지 올랐고, 2017년에 정식으로 데뷔했다.